# Велдіж (гміна)
Ґміна Велдіж — об'єднана сільська ґміна Долинського повіту Станіславського воєводства Польської республіки в 1934–1939 рр. Центром ґміни було село Велдіж.
Ґміну Велдіж було утворено 1 серпня 1934 у межах адміністративної реформи в ІІ Речі Посполитій із тогочасних сільських ґмін: Велдіж, Енґельсберґ, Лолин, Максимівка, Ніаґрин, Новошин і Тересівка.
17 січня 1940 року ґміна була ліквідована, а територія увійшла до новоствореного Вигодського району.
Гміна (волость) була відновлена на час німецької окупації з липня 1941 р. до липня 1944 р., до неї була приєднана ґміна Людвиківка (села Людвиківка, Сенечів і Вишків) та села Вигода, Старий Мізунь, Новоселиця, Пациків і Мала Тур'я з ліквідованої ґміни Вигода. На 1 березня 1943 року населення ґміни становило 15 126 осіб..